# Cryptops dianae
Cryptops dianae är en mångfotingart som beskrevs av Matic och Stavropoulos 1990. Cryptops dianae ingår i släktet Cryptops och familjen Cryptopidae.
Artens utbredningsområde är Grekland. Inga underarter finns listade i Catalogue of Life.